# Comuna Țîr, Liubeșiv
Țîr (în ucraineană Цир) este o comună în raionul Liubeșiv, regiunea Volînia, Ucraina, formată din satele Lahvîci și Țîr (reședința).

## Demografie
Componența lingvistică a satului Țîr
     Ucraineană (99,47%)
     Alte limbi (0,53%)
Conform recensământului din 2001, majoritatea populației satului Țîr era vorbitoare de ucraineană (99,47%), existând în minoritate și vorbitori de alte limbi.